# Charles Dillingham
Charles Bancroft Dillingham (Hartford, 30 maggio 1868 – New York, 30 agosto 1934) è stato un produttore teatrale statunitense di Broadway.
Cominciò a lavorare come critico teatrale per il New York Evening Post. In seguito, diventò manager e, nel 1902, produsse il suo primo spettacolo, The Cavalier, un lavoro teatrale che aveva come protagonista Julia Marlowe. Nel corso della sua carriera,  Dillingham produsse molte commedie musicali di successo, come Watch Your Step, il primo musical di Irving Berlin, caratterizzato dal debutto a Broadway di Vernon e Irene Castle.
Nel 1915, Dillingham mise sotto contratto la celeberrima ballerina russa Anna Pavlova che si esibì a New York per sei mesi.

## Spettacoli teatrali
- The Cavalier, di Paul Kester e George Middleton (Broadway, 8 dicembre 1902)
- The Little Princess (Broadway, 14 gennaio 1903)
- The Taming of Helen, di Richard Harding Davis (Broadway, 30 marzo 1903)
- Her Own Way
- The Office Boy
- Babette
- The Little Princess
- A Madcap Princess
- The Two Roses
- The Second Fiddle
- Fatinitza

- The Slim Princess

- Chin Chin (Broadway, 20 ottobre 1914)
- Watch Your Step (Broadway, 8 dicembre 1914)

- Stop! Look! Listen! (Broadway, 25 dicembre 1915)

- The Century Girl (Broadway, 6 novembre 1916)

- Miss 1917 (Broadway, 5 novembre 1917)